# Indore
Indore (in hindī इन्दौर; in marathi इंदूर) è una suddivisione dell'India, classificata come municipal corporation, centrale di 1.597.441 abitanti, stato del Madhya Pradesh, capoluogo del distretto di Indore e della divisione di Indore, nella parte occidentale dello stato federato del Madhya Pradesh, di cui costituisce il maggior centro urbano. In base al numero di abitanti la città rientra nella classe I (da 100.000 persone in su).
Situata sull'altopiano di Malwa, a sud della catena del Satpura, Indore (un tempo chiamata Indrapura) è stata capitale dello stato del Madhya Bharat, costituitosi nel 1950 e che nel 1956 ha concorso alla creazione del nuovo stato del Madhya Pradesh.
Indore è un importante centro commerciale e un polo industriale e tecnologico. Ospita il Centro per la tecnologia Avanzata "Raja Ramanna" (RRCAT). In particolare è molto sviluppato il settore riguardante la produzione di software.

## Geografia fisica
La città è situata a 22° 43' 0 N e 75° 49' 60 E e ha un'altitudine di 545 m s.l.m.

## Società

### Evoluzione demografica
Al censimento del 2001 la popolazione di Indore assommava a 1.597.441 persone, delle quali 839.843 maschi e 757.598 femmine. I bambini di età inferiore o uguale ai sei anni assommavano a 203.236, dei quali 106.808 maschi e 96.428 femmine. Infine, coloro che erano in grado di saper almeno leggere e scrivere erano 1.145.264, dei quali 652.033 maschi e 493.231 femmine.